# Мышца, отводящая большой палец стопы
Мышца, отводящая большой палец стопы (лат. Musculus abductor hallucis) — мышца подошвенной части стопы.
Располагается поверхностно. Занимает самое медиальное положение из мышц подошвенной части стопы. Начинается двумя головками от лат. retinaculum mm. flexorum, медиального отростка бугра пяточной кости и подошвенной поверхности ладьевидной кости. Направляясь вперёд, переходит в сухожилие, которое срастается с сухожилием короткого сгибателя большого пальца стопы (лат. Musculus flexor hallucis brevis) и прикрепляется к медиальной сесамовидной кости большого пальца в основание его проксимальной фаланги.

## Функция
Мышцы медиальной группы подошвы, кроме действий, указанных в названиях, участвуют в укреплении свода стопы на его медиальной стороне.